# ناچو کاسانوو
ناچو کاسانوو (انگلیسی: Nacho Casanova؛ زادهٔ ۴ فوریهٔ ۱۹۸۶) بازیکن فوتبال اهل اسپانیا است.
از باشگاه‌هایی که در آن بازی کرده‌است می‌توان به باشگاه فوتبال لاس پالماس اشاره کرد.